# Luis Prieto (regista)
Luis Prieto Yanguas (Madrid, 10 luglio 1970) è un regista spagnolo.

## Carriera
Per cimentarsi nell'industria cinematografica, Prieto ha studiato alcuni anni fotografia in Spagna all'università; ottenendo una borsa di studio dalla Ralph M. Parsons Foundation nel 1991 con la quale ha potuto trasferirsi a Los Angeles per iscriversi al California Institute of the Arts per studiare cinematografia. In questo periodo di studi, Prieto visse anche a Seattle e San Francisco.
Nel 2000 entra a far parte dello studio spagnolo Albinana Films di Barcellona come regista di spot pubblicitari.
La sua prima opera che lo ha consacrato in campo cinematografico è Bamboleho, un cortometraggio del 2001 scritto con la collaborazione di Francisco Moreno Ocins, e presentato all'edizione 2002 del Tribeca Film Festival, dove si è aggiudicato il premio per la categoria "Miglior cortometraggio". Bamboleho è vincitore di 45 premi internazionali, includendo una Menzione Speciale alla Mostra internazionale d'arte cinematografica di Venezia del 2001.
Nel 2006, Prieto dirige Ho voglia di te prodotto dalla Cattleya e distribuito da Warner Bros. Gli interpreti principali del film sono Riccardo Scamarcio e Laura Chiatti. Ho voglia di te è il sequel di Tre metri sopra il cielo, diretto da Luca Lucini, il quale ha registrato un incasso totale al box office di 15 milioni di euro nel 2007. Per l'occasione diresse anche il videoclip del brano che gli fa da colonna sonora, ovvero Ti scatterò una foto di Tiziano Ferro.
Uno degli ultimi lungometraggi in Italia di Prieto, Meno male che ci sei, è uscito il 27 novembre 2009 per la Universal Pictures. Il film, una coproduzione fra Cattleya e Focus Features, ha come interpreti Claudia Gerini, Chiara Martegiani e Alessandro Sperduti.
Nel 2010 Luis Prieto debutta alla regia televisiva con la miniserie tv in due puntate destinata alla prima serata di RaiUno Il signore della truffa, una produzione Artis Edizioni Digitali S.p.A. e Rai-Radiotelevisione Italiana, con Gigi Proietti e Maurizio Casagrande protagonisti.
Oltre ad essere regista, Prieto ha scritto anche le sceneggiature di tre film in cui si è posto alla regia: Condón Express, Mariposas de fuego e Bamboleho, contribuendo come montatore sempre negli ultimi due.

## Filmografia
- Bamboleho (2001)
- Mariposas de fuego (2003)
- Condón Express (2005)
- Ho voglia di te (2007)
- Meno male che ci sei (2009)
- Il signore della truffa (2011) - Miniserie TV
- Pusher (2012)
- Kidnap (2017)
- Shattered - L'inganno (2022)
- Ultima Fermata – Rocafort St. (2024)